# Appleseed Alpha
『アップルシード アルファ』は、2014年に公開された長編3DCGアニメーションで『APPLESEED』のリブートである。アメリカ、ヨーロッパ地域では2014年7月15日にデジタル配信開始、同月22日にDVD、BDが発売された。
日本では、2015年1月17日より公開、4DX版も上映されている。

## 概要
本作は過去の劇場版の続編の位置付けではなく、原作第一巻をベースにしたリブート作としてより洋画的なアレンジを施したものとなっており、新境地の意味も込めてタイトルに「アルファ」が加えられている。
過去2作がセルルック調だったのに対し、こちらは実写的なフォトリアル調で制作されている。
制作はソニー・ピクチャーズ エンタテインメント傘下のソニー・ピクチャーズ・ワールドワイド・アクジションとフィールズ傘下のルーセント・ピクチャーズ・エンタテインメント。監督は旧作の監督である荒牧伸志が続投し、プロデューサーはジョセフ・チョウが務める。
元フランス外人部隊所属の細川雅人がミリタリーアドバイザーとして制作に参加している。
多くの著名人から高い評価を受けており、映画監督のジェームズ・キャメロンは「前二作も大好きだったが、今回の作品はまったく別の次元に到達している」と評している。シナリオライターの虚淵玄は「ただ未来を描いた映像というだけではない。この映像そのものが未来である」と語っている。

主題歌は、中田ヤスタカによる「Depth」だが、海外版はインスト版、日本版では、自身のユニット「CAPSULE」のこしじまとしこをフィーチャーしたボーカル版となっている。（のちにCAPSULE名義でアルバム「WAVE RUNNER」に収録された）

## キャスト
※声： - 日本版担当声優 / 海外版担当声優
デュナン・ナッツ / Deunan Knute
声 - 小松由佳 / Luci Christian
主人公。元SWAT所属で、敏捷な動きを得意とする女性兵士。世界大戦後の荒廃したニューヨークで、傭兵として働いている。しかし、その暮らしには辟易していて、理想都市・オリュンポスへの移住を夢見ている。
ブリアレオス・ヘカトンケイレス / Briareos Hecatonchires
声 - 諏訪部順一 / David Matranga
デュナンの恋人。
体のほとんどを機械化したサイボーグ。ヘカトンケイレス・システムを搭載した高性能の戦闘サイボーグであるが、長年の闘いで故障が蓄積し、本来の能力を発揮できない状態にある。ニューヨークでは十分な修理を受けられなかったが、オルソンのメンテナンスにより本来のパワーを取り戻す。
アイリス / Iris
声 - 悠木碧 / Brina Palencia
デュナンとブリアレオスが偶然助けた謎の少女。オリュンポスから来たと語っている。重要な任務を帯びているらしい。
オルソン / Olson
声 - 高橋広樹 / Adam Gibbs
アイリスの護衛を務める半サイボーグの男性。顔の左半分が機械になっている。当初はデュナン達を警戒していたが、徐々に信頼するようになる。
タロス / Talos
声 - 東地宏樹 / Josh Sheltz
謎の組織・トリトンを取り仕切るサイボーグの男性。アイリスを狙っている。
ニュクス / Nyx
声 - 名塚佳織 / Elizabeth Bunch
タロスをサポートするサイボーグの女性。
双角（そうかく） / Two Horns
声 - 玄田哲章 / Wendel Calvert
ニューヨークを取り仕切るギャングのボス。傲慢で強欲だが、義に厚い。非常にタフで、タロスのような強者にも決して屈しない男。
マシューズ / Matthews
声 - 堀勝之祐 / Chris Hutchinson
ブリアレオスと双角のかかりつけ医にしてエンジニア。元・軍医だが、機械修理もこなす。ブリアレオスとは機械好きで話が合い、マニアックな会話で談笑している（デュナンからは「オタクトーク」と言われている）。デュナンとの関係を諦めかけていたブリアレオスに「彼女が一緒にいたいのはお前なんだぞ」とアドバイスを送るといった一面もある。

## 受賞
- VFX-JAPANアワード 2016（2016年）
  - 劇場公開アニメーション映画部門 最優秀賞 [6]

## 再漫画化
- 黒田硫黄により、スピンオフ漫画作品『アップルシードα』が『月刊モーニングtwo』（講談社）において2014年9月号から2016年2月号まで連載された。

基本設定は映画と同じだがストーリーはほぼオリジナルで、「苦境の中で生きる男と女」としてのデュナンとブリアレオスを中心に描かれている。
サイボーグの活動に必要な「サイボーグ液（人工血液）」、サイボーグよりも下級市民である人間の住人に主食として市から支給される「配給バター」、テクノロジーを捨て、生身の人間だけが生活している「人間農場」等の独自の設定も多い。